# Фенна, Эдвард
Эдвард Фенна (англ. Edward Phennah; 1859, Биркенхед, Мерсисайд — 18 мая 1923, Руабон, Рексем) — валлийский футболист, вратарь; футбольный судья.

## Биография
Эдвард Фенна родился в 1858 году в британском городе Биркенхед.
Играл в футбол на позиции вратаря. До 1879 года выступал за «Рексем». В сезоне-1877/78 завоевал первый Кубок Уэльса.
23 марта 1878 года провёл единственный в карьере матч за сборную Уэльса, сыграв в товарищеском матче в Глазго против сборной Шотландии (0:9).
31 марта 1894 года судил в Белфасте матч домашнего чемпионата Великобритании между сборными Ирландии и Шотландии (1:2).
Умер 18 мая 1923 года в британской деревне Руабон.

## Достижения
- Обладатель Кубка Уэльса (1): 1877/78.